# Naiman-Banner

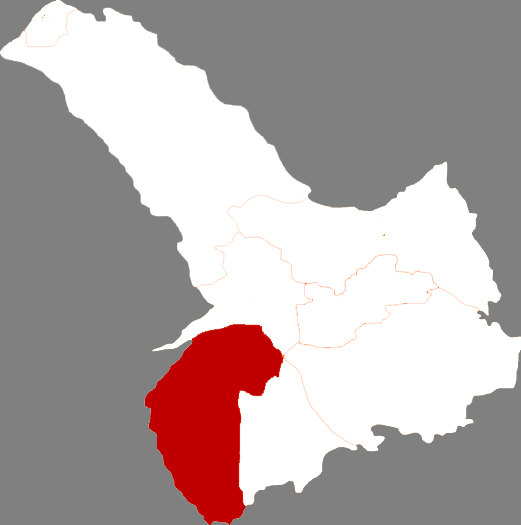
Lage des Naiman-Banners in Tongliao

Das Naiman-Banner (chinesisch 奈曼旗, Pinyin Nàimàn Qí; mongolisch ᠨᠠᠢᠮᠠᠨ ᠬᠣᠰᠢᠭᠤ Naiman qosiɣu) ist ein Banner der bezirksfreien Stadt Tongliao im Osten des Autonomen Gebietes Innere Mongolei im Nordosten der Volksrepublik China. Es hat eine Fläche von 8.120 km² und zählt 430.000 Einwohner (2004). Sein Hauptort ist die Großgemeinde Daqin Tal (大沁他拉镇).